# Mort Cooper
Morton Cecil Cooper (ur. 2 marca 1913, zm. 17 listopada 1958) – amerykański baseballista, który występował na pozycji miotacza przez 11 sezonów w Major League Baseball.
Cooper podpisał kontrakt w 1933 roku jako wolny agent z St. Louis Cardinals i początkowo grał w klubach farmerskich tego zespołu. W MLB zadebiutował 14 września 1938 w meczu przeciwko Philadelphia Phillies, w którym zaliczył zwycięstwo i double. W sezonie 1942 po raz pierwszy wystąpił w All-Star Game, zwyciężył w lidze w klasyfikacji zwycięstw (22), miał najlepszy wskaźnik ERA (1,78) i najwięcej shutoutów (10), a także został wybrany najbardziej wartościowym zawodnikiem. W tym samym roku wystąpił w dwóch meczach World Series, w których Cardinals pokonali New York Yankees.
W 1944 zwyciężył w World Series po raz drugi; Cardinals wygrali St. Louis Browns 4–2. Finały te znane były również jako Trolley Series, Streetcar Series i St. Louis Showdown. W maju 1945 w ramach wymiany zawodników przeszedł do Boston Braves. Grał jeszcze w New York Giants i Chicago Cubs. Zmarł 17 listopada 1958 w wieku 45 lat.
| Nagroda/wyróżnienie         | Lata                   | Źródło      |
| MVP National League         | 1942                   | [ 5 ]       |
| 4× All-Star                 | 1942, 1943, 1945, 1946 | [ 3 ]       |
| 2× zwycięzca w World Series | 1942, 1944             | [ 6 ] [ 7 ] |